# Where Were You (When the World Stopped Turning)
«Where Were You (When the World Stopped Turning)» — песня американского кантри-певца Алана Джексона, вышедшая в качестве 1-го сингла с его десятого студийного альбома Drive (2002). Автором песни выступил сам Алан Джексон, сочинивший эту балладу в ответ на террористические акты 11 сентября 2001 года.
Песня получила множество номинаций и наград, включая Грэмми и награды Ассоциации кантри-музыки CMA Awards, в том числе, в престижной категории «Лучшая песня года» (Song of the Year).
«Where Were You (When the World Stopped Turning)» достигла первого места в хит-параде кантри-музыки Hot Country Songs (Billboard), продержавшись на вершине 5 недель и стала самой успешной в карьере певца в поп-чарте, достигнув № 28 в  Pop Top-40. К апрелю 2015 года тираж песни составил 368,000 копий в США.
Канал Country Music Television назвал песню под № 28 в своём списке 100 лучших кантри-песен («100 Greatest Country Songs»).

## Награды и номинации
Источник:.
| Награда          | Категория                                       | Результат |
| ---------------- | ----------------------------------------------- | --------- |
| Grammy Awards    | Лучший мужской кантри-вокал                     | Номинация |
| Grammy Awards    | Лучшая кантри-песня                             | Победа    |
| Grammy Awards    | Лучшая песня                                    | Номинация |
| CMA Awards       | Песня года (Song of the Year)                   | Победа    |
| CMA Awards       | Сингл года (Single of the Year)                 | Победа    |
| CMA Awards       | Music Video of the Year                         | Номинация |
| ACM Awards       | Песня года (Song of the Year)                   | Победа    |
| ACM Awards       | Single Record of the Year                       | Победа    |
| CMT Music Awards | Flameworthy Love Your Country Video of the Year | Победа    |
| CMT Music Awards | Flameworthy Male Video of the Year              | Номинация |

## Чарты

### Еженедельные чарты
| Чарт (2001-02)                    | Высшая позиция |
| --------------------------------- | -------------- |
| США (Billboard Hot Country Songs) | 1              |
| США (Billboard Hot 100)           | 28             |

### Итоговые годовые чарты
| Чарт (2002)                  | Позиция |
| ---------------------------- | ------- |
| US Country Songs (Billboard) | 24      |